# Saint-Sylvestre-de-Cormeilles
Saint-Sylvestre-de-Cormeilles és un municipi francès situat al departament de l'Eure i a la regió de Normandia. L'any 2007 tenia 199 habitants.

## Demografia

### Població
El 2007 la població de fet de Saint-Sylvestre-de-Cormeilles era de 199 persones. Hi havia 77 famílies de les quals 15 eren unipersonals (15 dones vivint soles i 15 dones vivint soles), 35 parelles sense fills i 27 parelles amb fills.
La població ha evolucionat segons el següent gràfic:
Habitants censats

### Habitatges
El 2007 hi havia 150 habitatges, 80 eren l'habitatge principal de la família, 62 eren segones residències i 8 estaven desocupats. Tots els 149 habitatges eren cases. Dels 80 habitatges principals, 70 estaven ocupats pels seus propietaris, 9 estaven llogats i ocupats pels llogaters i 2 estaven cedits a títol gratuït; 1 tenia una cambra, 3 en tenien dues, 10 en tenien tres, 16 en tenien quatre i 50 en tenien cinc o més. 46 habitatges disposaven pel capbaix d'una plaça de pàrquing. A 38 habitatges hi havia un automòbil i a 36 n'hi havia dos o més.

### Piràmide de població
La piràmide de població per edats i sexe el 2009 era:
| Homes | Edats   | Dones |
| ----- | ------- | ----- |
| 0     | 95 o +  | 0     |
| 0     | 90 a 94 | 0     |
| 0     | 85 a 89 | 0     |
| 4     | 80 a 84 | 0     |
| 4     | 75 a 79 | 4     |
| 4     | 70 a 74 | 4     |
| 16    | 65 a 69 | 4     |
| 8     | 60 a 64 | 12    |
| 4     | 55 a 59 | 8     |
| 4     | 50 a 54 | 4     |
| 8     | 45 a 49 | 4     |
| 0     | 40 a 44 | 0     |
| 4     | 35 a 39 | 0     |
| 4     | 30 a 34 | 0     |
| 4     | 25 a 29 | 20    |
| 0     | 20 a 24 | 0     |
| 0     | 15 a 19 | 8     |
| 0     | 10 a 14 | 0     |
| 0     | 5 a 9   | 4     |
| 8     | 0 a 4   | 0     |

## Economia
El 2007 la població en edat de treballar era de 118 persones, 89 eren actives i 29 eren inactives. De les 89 persones actives 82 estaven ocupades (44 homes i 38 dones) i 7 estaven aturades (2 homes i 5 dones). De les 29 persones inactives 14 estaven jubilades, 5 estaven estudiant i 10 estaven classificades com a «altres inactius».

### Ingressos
El 2009 a Saint-Sylvestre-de-Cormeilles hi havia 80 unitats fiscals que integraven 198 persones, la mediana anual d'ingressos fiscals per persona era de 15.923 €.

### Activitats econòmiques
Dels 15 establiments que hi havia el 2007, 1 era d'una empresa de fabricació d'altres productes industrials, 4 d'empreses de construcció, 5 d'empreses de comerç i reparació d'automòbils, 1 d'una empresa immobiliària, 2 d'empreses de serveis, 1 d'una entitat de l'administració pública i 1 d'una empresa classificada com a «altres activitats de serveis».
Dels 2 establiments de servei als particulars que hi havia el 2009, 1 era un paleta i 1 lampisteria.
L'únic establiment comercial que hi havia el 2009 era una gran superfície de material de bricolatge.
L'any 2000 a Saint-Sylvestre-de-Cormeilles hi havia 24 explotacions agrícoles que ocupaven un total de 385 hectàrees.

## Poblacions més properes
El següent diagrama mostra les poblacions més properes.